# Mooreana trichoneura
|  | Dieser Artikel wurde aufgrund von formalen oder inhaltlichen Mängeln in der Qualitätssicherung Biologie zur Verbesserung eingetragen. Dies geschieht, um die Qualität der Biologie-Artikel auf ein akzeptables Niveau zu bringen. Bitte hilf mit, diesen Artikel zu verbessern! Artikel, die nicht signifikant verbessert werden, können gegebenenfalls gelöscht werden. Lies dazu auch die näheren Informationen in den Mindestanforderungen an Biologie-Artikel. |

Mooreana trichoneura (auch als „Yellow Flat“ (Gelbe Fläche) bekannt) ist ein Schmetterling aus der Familie der Dickkopffalter (Hesperiidae).

## Merkmale

### Falter
Die Flügelspannweite der Falter beträgt 32 bis 36 Millimeter. Die Grundfarbe der Flügeloberseiten ist dunkelbraun. Auf den Vorderflügeln befinden sich einige kleine helle Flecke. Arttypisch ist ein großer gelber Bereich am unteren Teil der Hinterflügel. Die Unterseite der Hinterflügel ist weißlich. Männchen und Weibchen sind ähnlich gezeichnet.

### Raupe
Ausgewachsene Raupen wirken glasig und sind blass grünlich gefärbt. Der Kopf ist groß und von schwarzbrauner Farbe.

### Puppe
Die Puppen sind gelbbraun bis rotbraun gefärbt und mit einer weißen, wachsartigen Puderschicht überzogen.

## Verbreitung und Lebensraum
Mooreana trichoneura kommt in Indien, Thailand, Malaysia, Singapur und den Philippinen vor. Sie bewohnt die Wälder des Tieflandes bis zu Höhen von 833 m.

## Lebensweise
Wie auch andere Arten derselben Unterfamilie, fliegt Mooreana trichoneura recht schnell. Als Ruheplatz dient oft die Unterseite eines Blattes, wo sie mit ausgebreiteten Flügeln verharrt. Die Raupen ernähren sich von den Blättern verschiedener Wolfsmilchgewächse (Euphorbiaceae), beispielsweise von Mallotus paniculatus. Sie leben in zusammen gerollten und versponnenen Blättern.

## Systematik
Folgende Unterarten wurden beschrieben:
- Mooreana trichoneura trichoneura
- Mooreana trichoneura pralaya (Moore, 1866)
- Mooreana trichoneura multipunctata (Crowley, 1900) (Haina)
- Mooreana trichoneura nivosa (Fruhstorfer, 1909) (Nias)
- Mooreana trichoneura nava (Fruhstorfer, 1909) (Java)